# Ledo (Assam)
Ledo, 27°17'34"N 95°44'30"E, ist eine kleine Stadt in Assam im Nordosten Indiens im Distrikt Tinsukia gelegen. Der Distrikt Tinsukia ist wirtschaftlich gekennzeichnet durch Erdöl, Kohle und Tee. Ledo ist der östlichste Endpunkt der Eisenbahnlinie, die die indische Hauptstadt Delhi mit dem Nordosten Indiens verbindet. Die 1972 etablierte "Tinsukia-Mail" verkehrt heute unter dem Namen "Brahmaputra-Mail" und verbindet Delhi mit Tinsukia. Von Ledo aus führte im Zweiten Weltkrieg eine US-amerikanische Versorgungs- und Nachschubstraße (NH 38 und NH 153) Ledo Road nach Myitkyinya in Burma/Myanmar und weiter durch den Norden von Burma nach Kunming/Yunnan in West-China. Nächster Flughafen ist Dibrugarh Airport. Während des Zweiten Weltkriegs befand sich bei Ledo einer von sieben US-amerikanischen Luftwaffenstützpunkten in Assam als Teil der Luftbrücke nach West-China The Hump.
In Ledo stationiert waren u. a. folgende US-amerikanische Luftwaffen-Einheiten: 71st Liaison Squadron, 5th Liaison Squadron, 443rd TCG, 315th TCS, 443rd TCG, 1st Liaison Group, 115th Liaison Squadron, 3rd CCG, 12th CCS, 2nd ACG, 317th TCS.